# Ован (сазвежђе)
Ован (лат. Aries) је једно од 88 савремених и 48 оригиналних Птоломејевих сазвежђа. По грчкој митологији сазвежђе Ован представља овна чије је златно руно Јасон заједно са Аргонаутима украо да би повратио свој престо. У Овну се некада налазила и гама тачка (тачка у којој се са Земље види Сунце у тренутку пролећне равнодневнице), по чему је и добила име (од грчког слова које је подсећало на астролошки симбол за Овна — ). Међутим, услед прецесије, гама-тачка је пре око 2000 година прешла у сазвежђе Рибе.

## Звезде
Алфа, бета и гама представљају главу и рогове Овна. Најсјајнија је алфа (Хамал, „глава Овна“) магнитуде 2,01. Хамал је црвенкасти џин К класе масе око две масе Сунца. 
Бета Овна (Шератан, „два знака“) је бела звезда главног низа магнитуде 2,64 на око 60 светлосних година до Сунца. Гама овна има традиционално име Месартим непознатог порекла, а представља тројни систем у коме око две звезде А класе орбитира трећа звезда, К класе.

## Објекти дубоког неба
У Овну се налазе и четири галаксије са NGC листе објеката: спиралне галаксије NGC 697, NGC 772 и NGC 972 и неправилна галаксија .